# Landtagswahl in Thüringen 2024
- Linke: 12
- SPD: 6
- BSW: 15
- CDU: 23
- AfD: 32

- Regierung: 44
- Opposition: 44

Die Landtagswahl in Thüringen 2024 fand am 1. September 2024 parallel zur Landtagswahl in Sachsen statt. Bei ihr wurden die 88 Abgeordneten des 8. Thüringer Landtags gewählt.
Es handelte sich um die erste bundesdeutsche Landtagswahl, bei der eine von einem Landesamt für Verfassungsschutz als gesichert rechtsextrem eingestufte Partei – die AfD Thüringen – die meisten Stimmen erhielt. Die CDU erzielte leichte Gewinne und wurde zweitstärkste Partei. Zudem gelang dem BSW zeitgleich mit der Wahl in Sachsen erstmals der Einzug in ein Landesparlament und landete auf Platz drei. Die vormals siegreiche Linke verlor erstmals über die Hälfte ihrer Wähler und fuhr ihr schlechtestes Ergebnis seit der Wahl 1990 ein. Die SPD wurde erneut in den Landtag gewählt, erzielte jedoch ihr schlechtestes Ergebnis überhaupt. Bündnis 90/Die Grünen und die FDP scheiterten an der Fünf-Prozent-Hürde und zogen nicht erneut in den Landtag ein. Es gab rund 1,65 Millionen Wahlberechtigte; die Wahlbeteiligung lag laut endgültigem Ergebnis bei 73,6 %.
Nach der Wahl bildete sich mit dem Kabinett Voigt die erste Brombeer-Koalition aus CDU, BSW und SPD, welche jedoch über keine eigene Mehrheit im Landtag verfügt.

## Organisation

### Wahltermin
Nach Artikel 50 Absatz 1 der Verfassung des Freistaats Thüringen sowie nach § 18 des Thüringer Wahlgesetzes für den Landtag (ThürLWG) hat die Landtagswahl an einem Sonn- oder Feiertag frühestens 57 Monate nach dem Beginn der laufenden Wahlperiode im Herbst 2019 und spätestens in ihrem 61. Monat stattzufinden, also frühestens im August 2024 und spätestens im Dezember 2024.
Eine vorzeitige Neuwahl ist gemäß Artikel 50 Absatz 2 der Thüringer Verfassung durchzuführen, wenn der Landtag seine Auflösung mit der Mehrheit von zwei Dritteln seiner Mitglieder auf Antrag von einem Drittel seiner Mitglieder beschließt oder wenn nach einem erfolglosen Vertrauensantrag des Ministerpräsidenten der Landtag nicht innerhalb von drei Wochen nach der Beschlussfassung über den Vertrauensantrag einen neuen Ministerpräsidenten wählt. Über den Antrag auf Selbstauflösung darf frühestens am elften und muss spätestens am 30. Tag nach Antragstellung offen abgestimmt werden. Eine so beschlossene vorzeitige Neuwahl muss sodann innerhalb von 70 Tagen stattfinden.
Nach der Landtagswahl am 27. Oktober 2019 und der Regierungskrise im Februar 2020 kam es zu einer Vereinbarung der rot-rot-grünen Minderheitsregierung mit der CDU für eine vorgezogene Neuwahl am 25. April 2021, die wegen der COVID-19-Pandemie auf den 26. September 2021 verschoben wurde. Im Juli 2021 wurde jedoch absehbar, dass eine eigene Mehrheit der beteiligten Fraktionen für die dafür nötigen Beschlüsse im Landtag nicht mehr gesichert war. Die Regierungsparteien Die Linke, SPD und Grüne erklärten, keine weiteren Anläufe für eine vorgezogene Neuwahl zu unternehmen und sie stattdessen nach regulärem Ablauf der fünfjährigen Wahlperiode im Herbst 2024 stattfinden zu lassen. Dazu wurde am 5. September 2023 der frühestmögliche Wahltermin mit dem 1. September 2024 festgelegt.

### Wahlrecht

#### Gescheiterte Änderung
Am 5. Juli 2019 beschloss der Thüringer Landtag mit den Stimmen von Linken, Grünen und SPD ein Änderungsgesetz zum Landeswahlgesetz, nach dem künftig Landeslisten der Parteien und politischen Vereinigungen abwechselnd mit Frauen und Männern besetzt werden sollen (Frauenquote). Personen, die im Personenstandsregister als „divers“ registriert sind, wären von der Regelung nicht betroffen gewesen und hätten auf allen Listenplätzen kandidieren können. Nachdem das Gesetz zum 1. Januar 2020 in Kraft getreten war, erklärte es der Thüringer Verfassungsgerichtshof im Juli 2020 für verfassungswidrig.

#### Wahlmodus
Gewählt werden 88 Abgeordnete. Diese Zahl kann sich durch Überhang- und Ausgleichsmandate erhöhen. Jeder Wähler hat zwei Stimmen: Mit der Wahlkreisstimme wird in jedem der 44 Wahlkreise ein Abgeordneter gewählt. Mit der für die Sitzzuteilung im Landtag maßgeblichen Landesstimme wird die Landesliste einer Partei gewählt. Die Mandatsberechnung erfolgt durch das Hare/Niemeyer-Verfahren.

#### Wahlkreise
In den 44 Wahlkreisen traten jeweils vier bis acht Direktkandidaten an.

## Ausgangslage

### Vorherige Wahl
Bei der Landtagswahl am 27. Oktober 2019 gewann die Partei Die Linke des amtierenden Ministerpräsidenten Bodo Ramelow an Stimmen hinzu und wurde mit 31 % stärkste Kraft. Die Linkspartei erreichte damit erstmals bei einer Landtagswahl im wiedervereinigten Deutschland die meisten Stimmen aller antretenden Parteien, erstmals erreichte sie auch über 30 % der Stimmen bei einer Wahl seit 1990.
Die AfD unter Landeschef Björn Höcke konnte mit 12,8 Prozentpunkten den größten Zuwachs verzeichnen und wurde mit 23,4 % der Stimmen zweitstärkste Partei, gefolgt von der CDU, welche mit 21,8 % größter Verlierer war und ihr schlechtestes Ergebnis seit 1990 einfuhr.
Die bis 2019 an der Regierung beteiligten Parteien SPD (8,2 %) und Grüne (5,2 %) mussten ebenfalls Verluste hinnehmen, womit die bisherige Rot-Rot-Grüne Landesregierung ihre parlamentarische Mehrheit verlor. Die FDP konnte – nach 5 Jahren außerparlamentarischer Opposition – sehr knapp ins Parlament zurückkehren. Sie erhielt 73 Stimmen mehr als zur Überwindung der Fünfprozenthürde erforderlich.

### Bisher im Landtag vertretene Fraktionen und Gruppen
| Partei | Partei                                      | Kurzbe- zeichnung | Sitze 2019 | Sitze 2024 *) |
| ------ | ------------------------------------------- | ----------------- | ---------- | ------------- |
|        | Die Linke                                   | LINKE             | 29         | 29            |
|        | Alternative für Deutschland                 | AfD               | 22         | 19            |
|        | Christlich Demokratische Union Deutschlands | CDU               | 21         | 21            |
|        | Sozialdemokratische Partei Deutschlands     | SPD               | 08         | 08            |
|        | Bündnis 90/Die Grünen                       | GRÜNE             | 05         | 05            |
|        | Freie Demokratische Partei †)               | FDP               | 05         | 04            |
|        | Parteilos                                   | —                 | —          | 04            |

### Wahl zum Ministerpräsidenten 2020

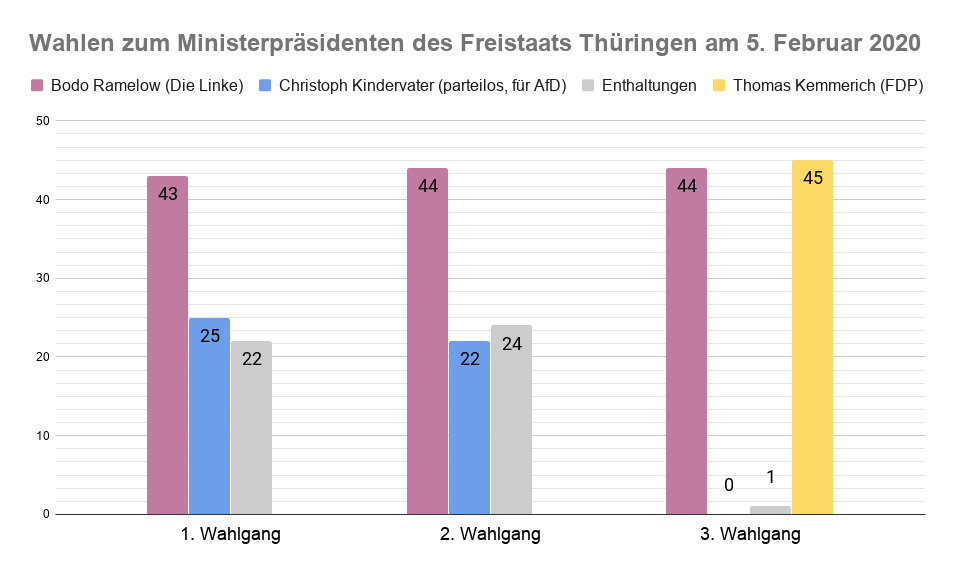
Ergebnisse der drei Wahlgänge am 5. Februar 2020

Am 5. Februar 2020 wurde Thomas Kemmerich (FDP) im dritten Wahlgang mit 45 von 90 Stimmen zum neuen Ministerpräsidenten gewählt. Der amtierende Ministerpräsident Bodo Ramelow erhielt 44 Stimmen, und es gab eine Enthaltung. Damit stellte die FDP, die mit den Grünen die kleinste Fraktion im Parlament stellt, zum zweiten Mal in ihrer Geschichte einen Landesministerpräsidenten.
Die Wahl führte zu einer bundesweiten kontroversen Debatte, da Kemmerich maßgeblich von der AfD gewählt wurde, die nach eigenen Angaben im dritten Wahlgang geschlossen für ihn stimmte, also 22 der 45 Stimmen beisteuerte. Die AfD hatte ihren eigenen Kandidaten, den parteilosen ehrenamtlichen Bürgermeister von Sundhausen, Christoph Kindervater, in den ersten beiden Runden noch mit 25 bzw. 22 Stimmen gewählt. Kindervater selbst sagte danach, „der Plan sei voll aufgegangen“.
Kemmerich kündigte an, mit CDU, SPD und Grünen Gespräche über eine Koalition zu führen. Eine Zusammenarbeit schloss er sowohl mit Linken als auch mit der AfD aus, wodurch eine mehrheitsfähige Koalition unmöglich wurde. SPD und Grüne lehnten das Angebot umgehend ab, da man nicht mit einem Ministerpräsidenten zusammenarbeiten wolle, der von der AfD ins Amt gebracht worden sei.
Bereits am Folgetag kündigte Kemmerich seinen Rücktritt an. Die FDP-Fraktion beabsichtigte einen Antrag auf Auflösung des Parlamentes zu stellen, dieser konnte allerdings nur mit der Unterstützung von mindestens 30 der 90 Abgeordneten eingebracht werden, die FDP selbst verfügte nur über fünf. Am 8. Februar 2020 trat Kemmerich zurück, verblieb jedoch bis zur Wahl eines Nachfolgers am 4. März 2020 geschäftsführend im Amt.

### Gescheiterte vorgezogene Neuwahl des Landtages
Am 21. Februar 2020 einigten sich Linke, CDU, SPD und Grüne auf einen „Stabilitätspakt“. Bei der vereinbarten Neuwahl des Ministerpräsidenten am 4. März 2020 wurde Bodo Ramelow im dritten Wahlgang für eine weitere Amtszeit gewählt. Seitdem bildet er mit der SPD und den Grünen in einer Minderheitsregierung das Kabinett Ramelow II.
Außerdem wurde vereinbart, am 25. April 2021 den Landtag neu wählen zu lassen. Wegen der Corona-Pandemie wurde vereinbart, den Termin auf den der Bundestagswahl im September 2021 zu verschieben.
Am 16. Juli 2021 zogen Die Linke und die Grünen ihre Unterstützung für den Auflösungs-Antrag zurück, weil die notwendige Zwei-Drittel-Mehrheit nicht mehr gesichert war: Zum einen hatten vier Mitglieder der CDU- und zwei der Linken-Fraktion angekündigt, nicht zuzustimmen, zudem hätte eine Abgeordnete der Linke aus gesundheitlichen Gründen voraussichtlich nicht abstimmen können. Die drei Regierungsparteien erklärten, bis zum Legislaturende keinen weiteren Versuch zur Auflösung des Landtages unternehmen zu wollen.

## Teilnehmende Parteien
Wahlkreisvorschläge konnten von Parteien und Wahlberechtigten eingereicht werden, Landeslisten nur von Parteien. Parteien, die nicht im Bundestag oder in einem Landtag seit dessen letzter Wahl ununterbrochen vertreten waren, mussten bis zum 90. Tag vor der Wahl (3. Juni 2024) ihre Beteiligung an der Wahl anzeigen und vom Landeswahlausschuss als Partei anerkannt werden. Diese Parteien mussten außerdem mit ihrer Landesliste 1000 und mit ihren Wahlkreisvorschlägen jeweils 250 Unterstützungsunterschriften einreichen. 250 Unterstützungsunterschriften waren auch für Wahlvorschläge von Einzelbewerbern erforderlich. Wahlvorschläge waren bis zum 66. Tag vor der Wahl, also dem 27. Juni 2024, 18 Uhr, einzureichen.
17 Parteien reichten Landeslisten ein. Davon wurden am 5. Juli 2024 die folgenden 15 Landeslisten zugelassen:
| Partei                                        | Kurzbezeichnung     | Ergebnis 2019 | Direkt- kandidaten | Bewerber auf Landesliste | Platz 1 auf der Landesliste |
| --------------------------------------------- | ------------------- | ------------- | ------------------ | ------------------------ | --------------------------- |
| Die Linke                                     | Die Linke           | 31,0 %        | 44                 | 50                       | Bodo Ramelow                |
| Alternative für Deutschland                   | AfD                 | 23,4 %        | 42                 | 44                       | Björn Höcke                 |
| Christlich Demokratische Union Deutschlands   | CDU                 | 21,7 %        | 44                 | 87                       | Mario Voigt                 |
| Sozialdemokratische Partei Deutschlands       | SPD                 | 08,2 %        | 42                 | 47                       | Georg Maier                 |
| Bündnis 90/Die Grünen                         | Grüne               | 05,2 %        | 20                 | 19                       | Madeleine Henfling          |
| Freie Demokratische Partei                    | FDP                 | 05,0 %        | 33                 | 39                       | Thomas Kemmerich            |
| Aktion Partei für Tierschutz                  | Tierschutz hier!    | 01,1 %        | —                  | 03                       | Daniel Riedel               |
| Ökologisch-Demokratische Partei               | ÖDP/Familie…        | 00,4 %        | 03                 | 13                       | Martin Truckenbrodt         |
| Piratenpartei Deutschland                     | Piraten             | 00,4 %        | 01                 | 09                       | Heidrun Jänchen             |
| Marxistisch-Leninistische Partei Deutschlands | MLPD                | 00,3 %        | 03                 | 13                       | Tassilo Timm                |
| Bündnis Deutschland                           | Bündnis Deutschland | —             | —                  | 15                       | Steffi Brönner              |
| Bündnis Sahra Wagenknecht                     | BSW                 | —             | 06                 | 32                       | Katja Wolf                  |
| Familien-Partei Deutschlands                  | Familie             | —             | —                  | 13                       | Sven Seyfarth               |
| Freie Wähler in Thüringen                     | Freie Wähler        | —             | 22                 | 15                       | Andreas Hummel              |
| Werteunion                                    | WU                  | —             | 04                 | 28                       | Albert Weiler               |
| Sonstige                                      | –                   | 03,3 %        | 06                 | —                        | —                           |

Die Wahlvorschläge der Partei der Humanisten und der Partei Die PARTEI wurden aus formalen Gründen nicht zugelassen. Sieben Listenbewerber – zwei der Werteunion und je einer von SPD, CDU, FDP, Familienpartei und Freie Wähler – wurden wegen fehlender Unterschriften ebenfalls nicht zugelassen. Der von der SPD im Wahlkreis Weimar II als Direktkandidat aufgestellte Landtagsabgeordnete Thomas Hartung starb Ende Juli; die SPD verzichtete darauf, einen Ersatzkandidaten zu nominieren.

Spitzenkandidaten der bislang oder neu im Landtag vertretenen Parteien
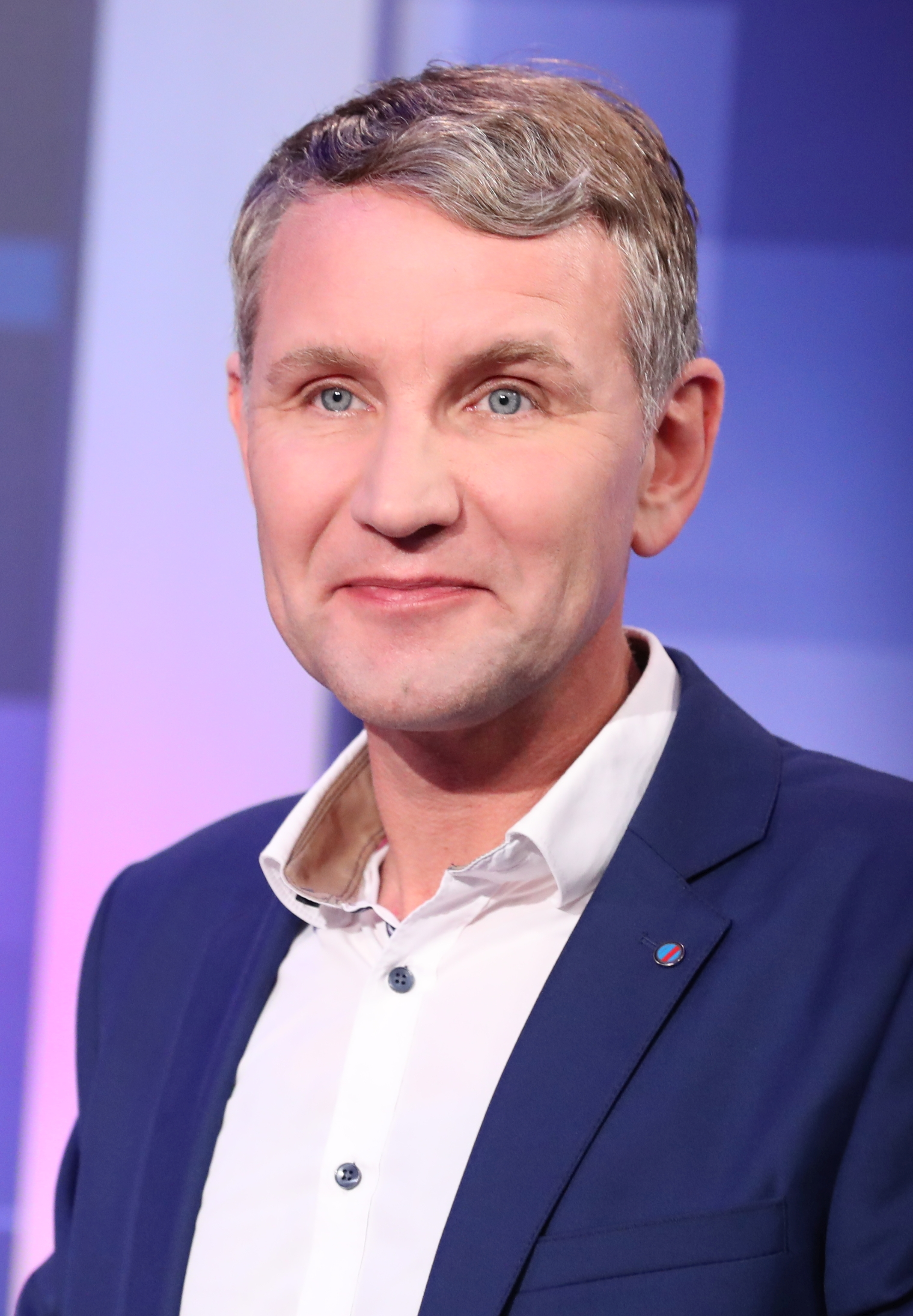
Björn Höcke AfD
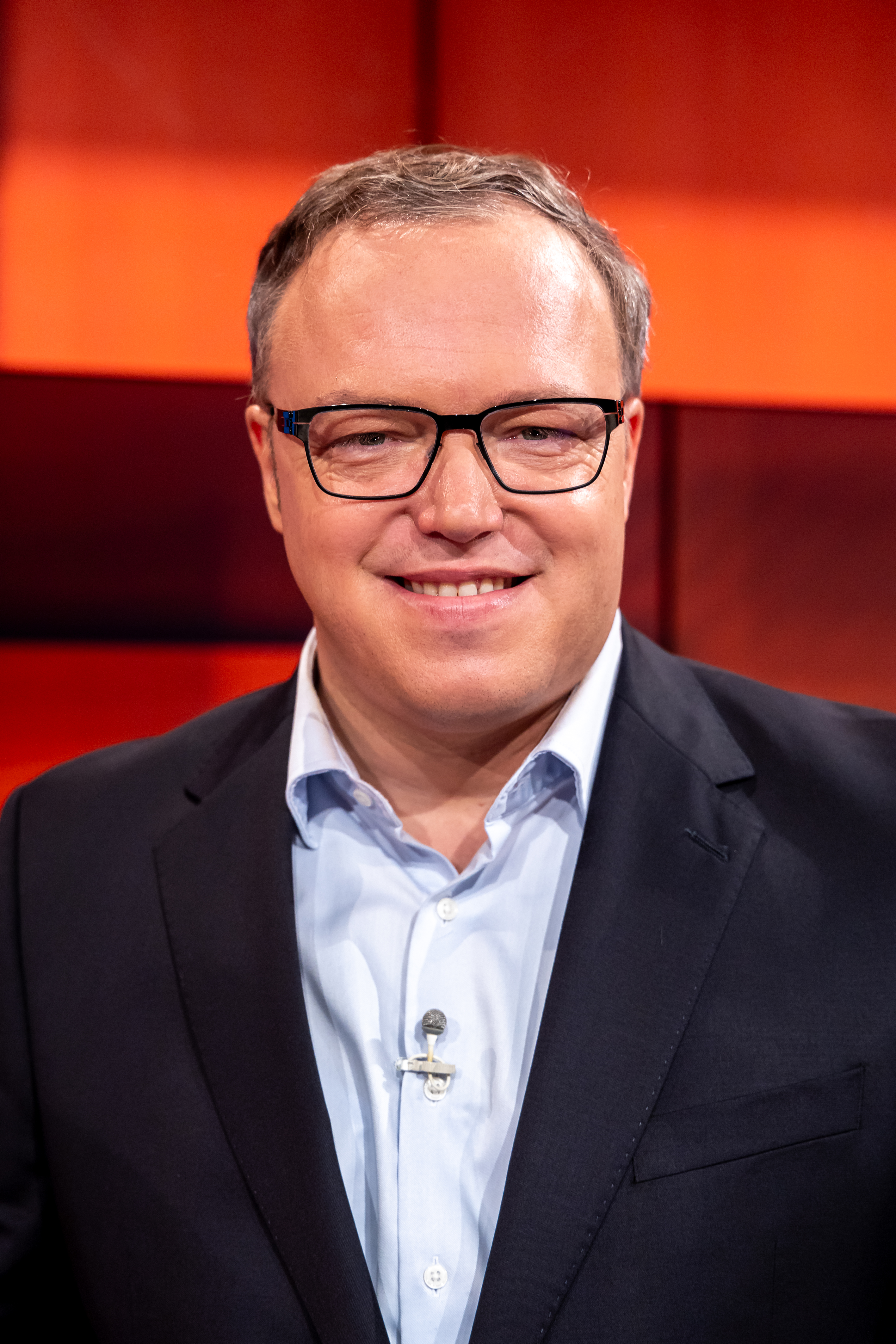
Mario Voigt CDU
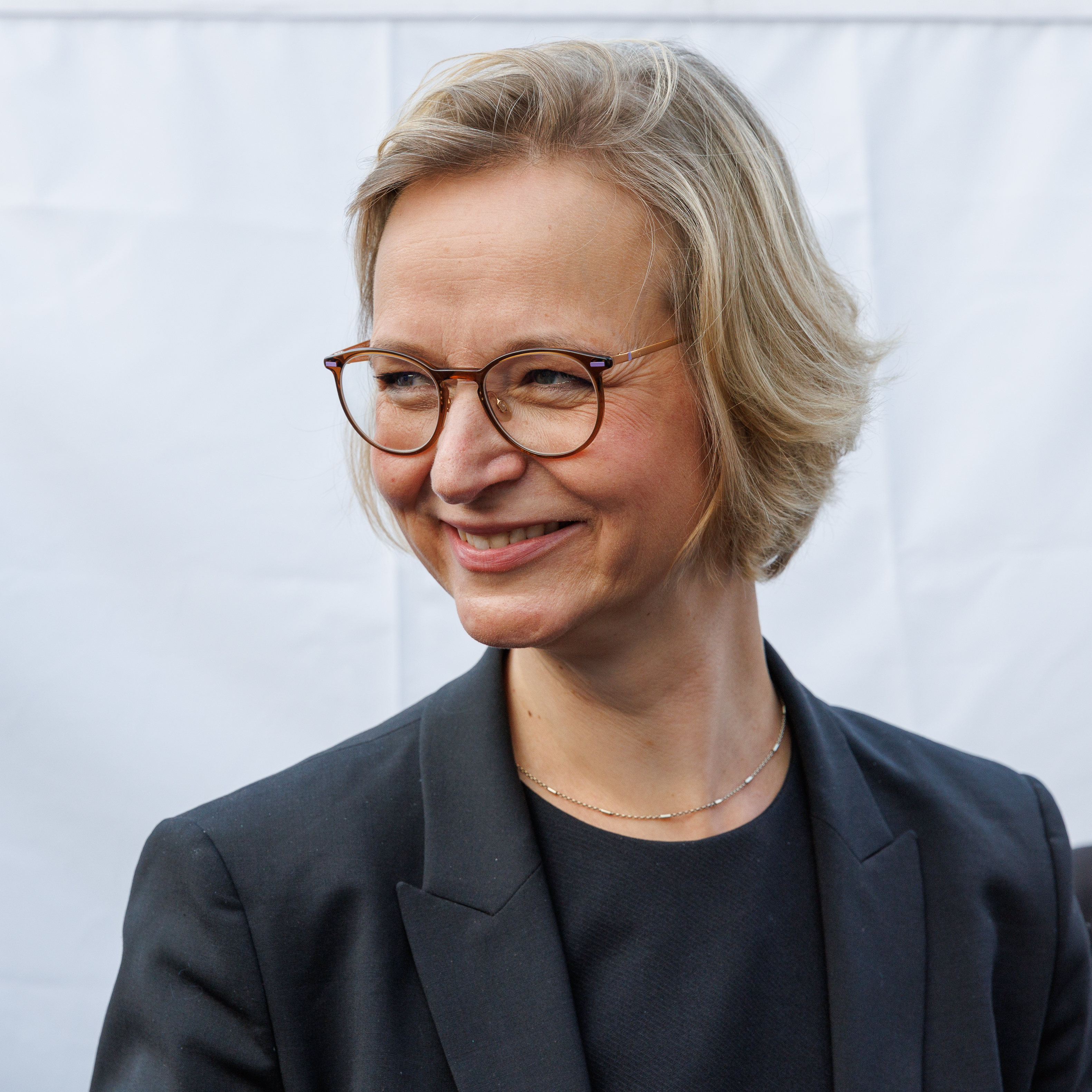
Katja Wolf BSW
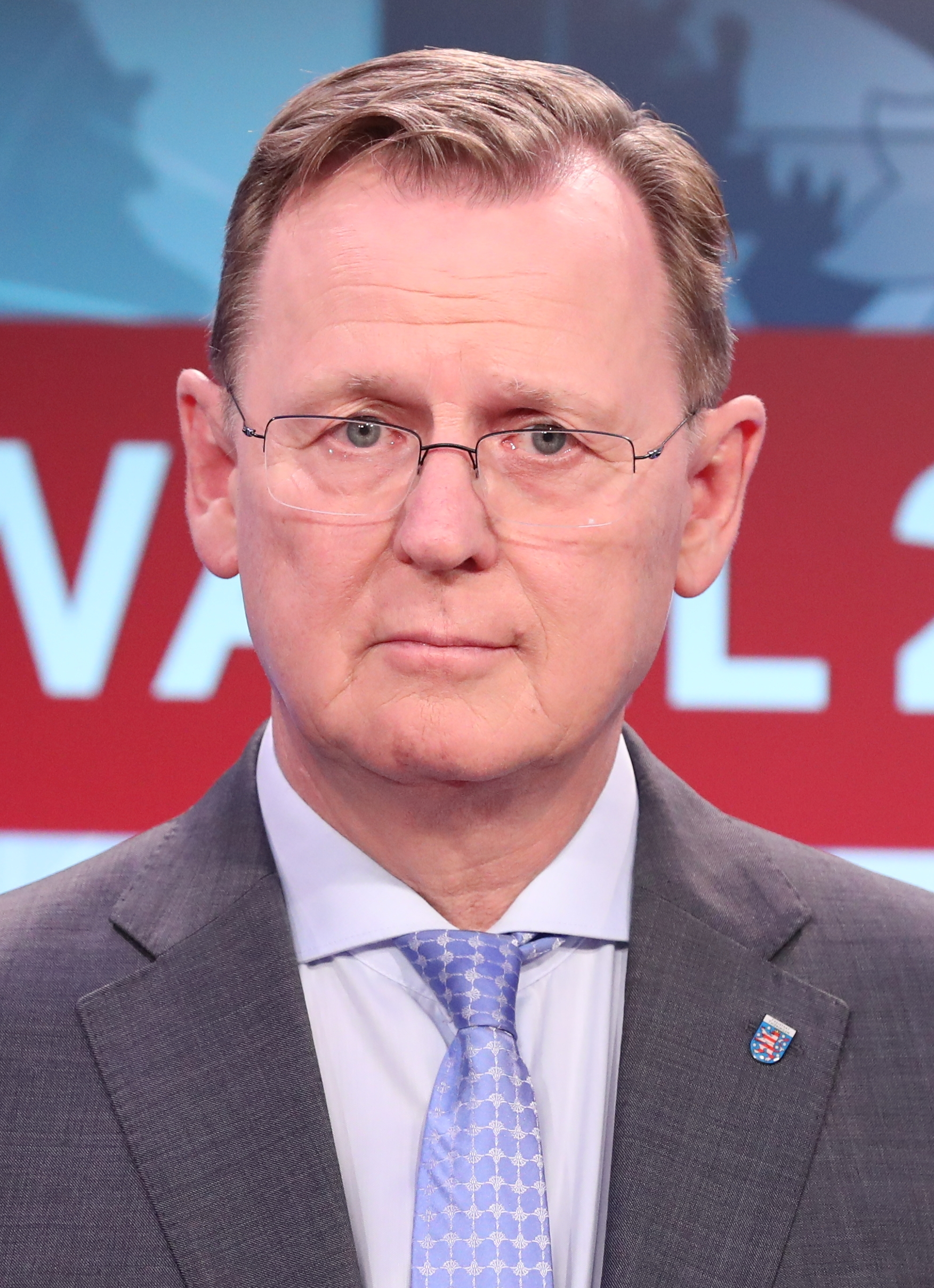
Bodo Ramelow Linke
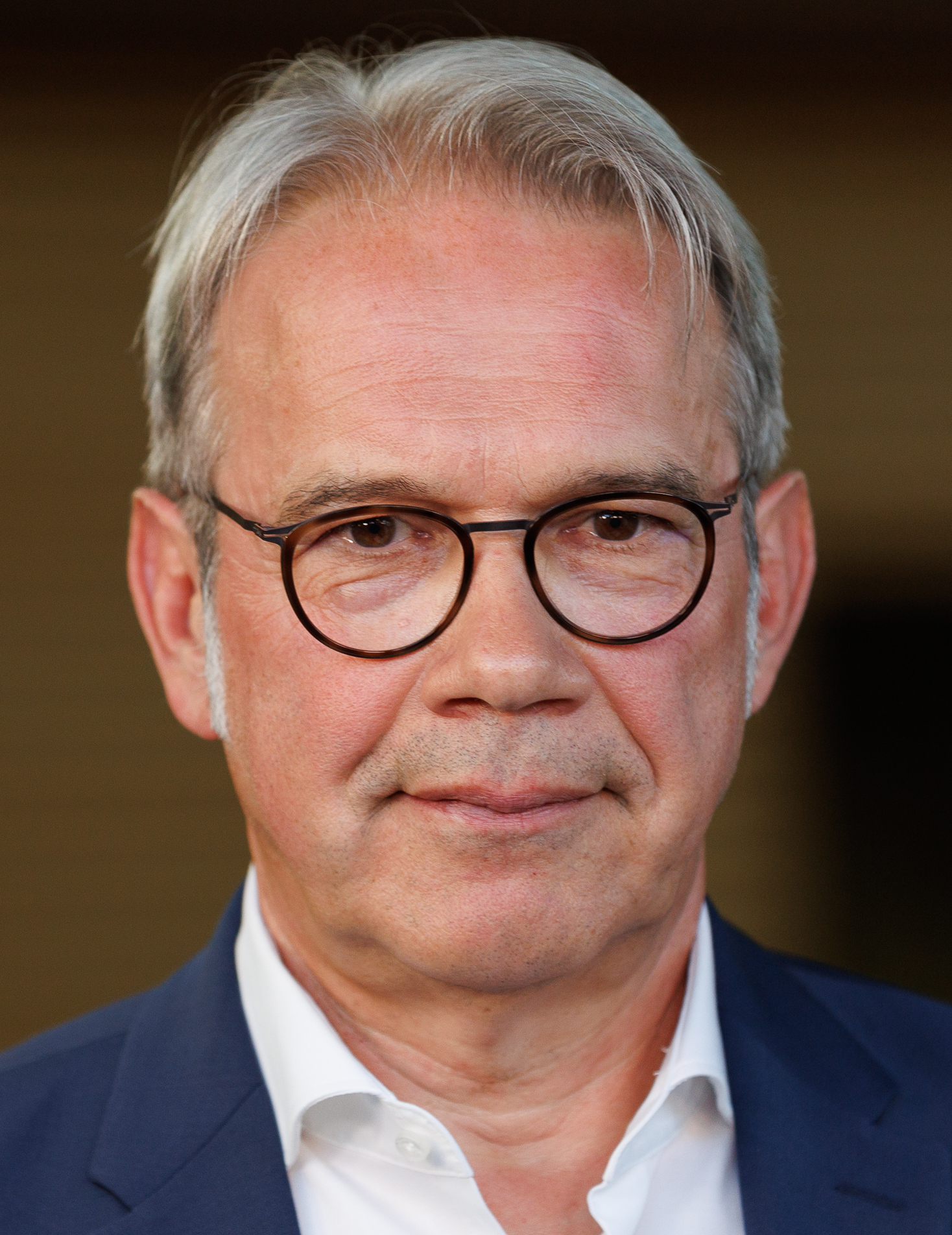
Georg Maier SPD
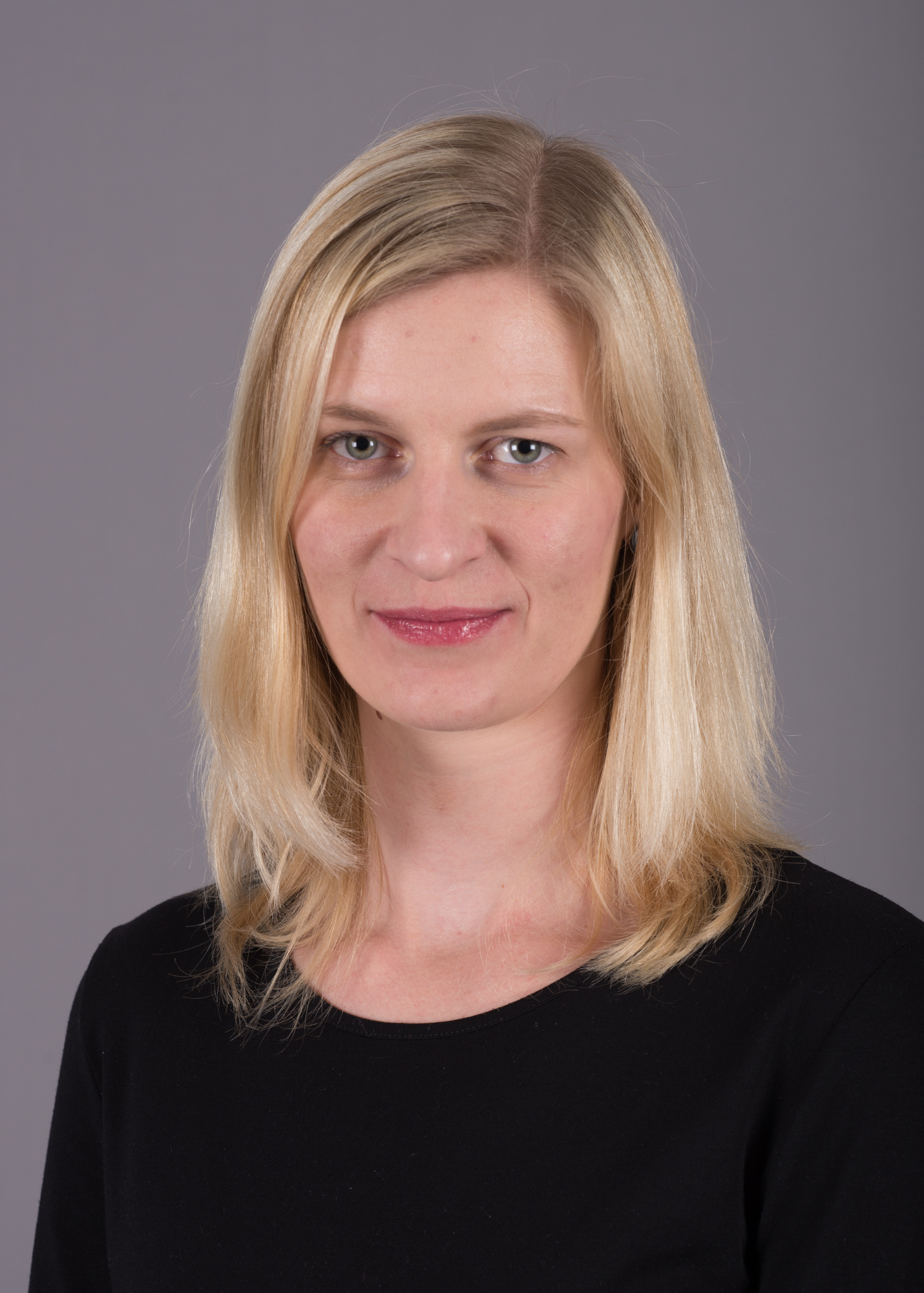
Madeleine Henfling Grüne
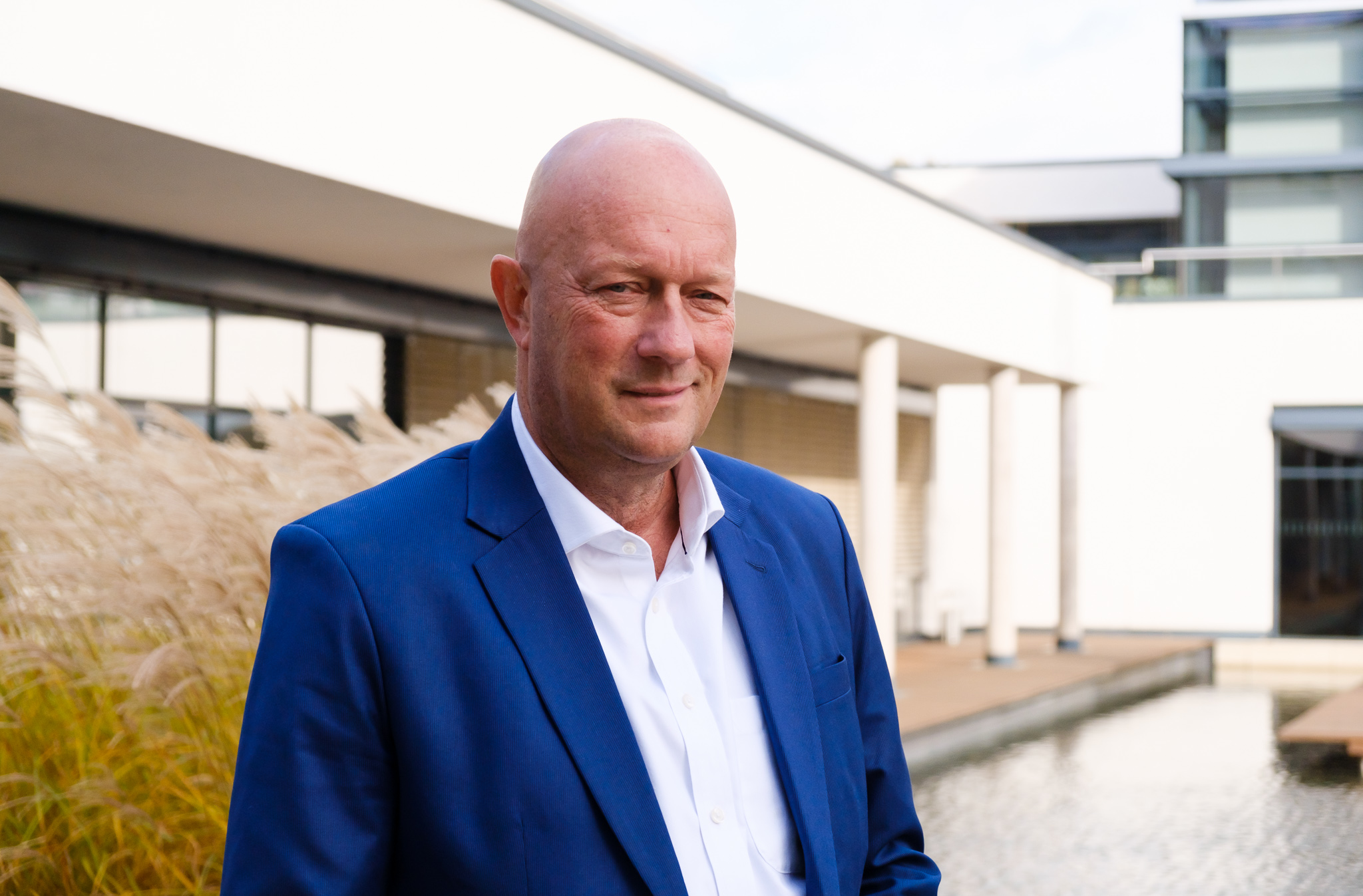
Thomas Kemmerich FDP

#### Verlauf

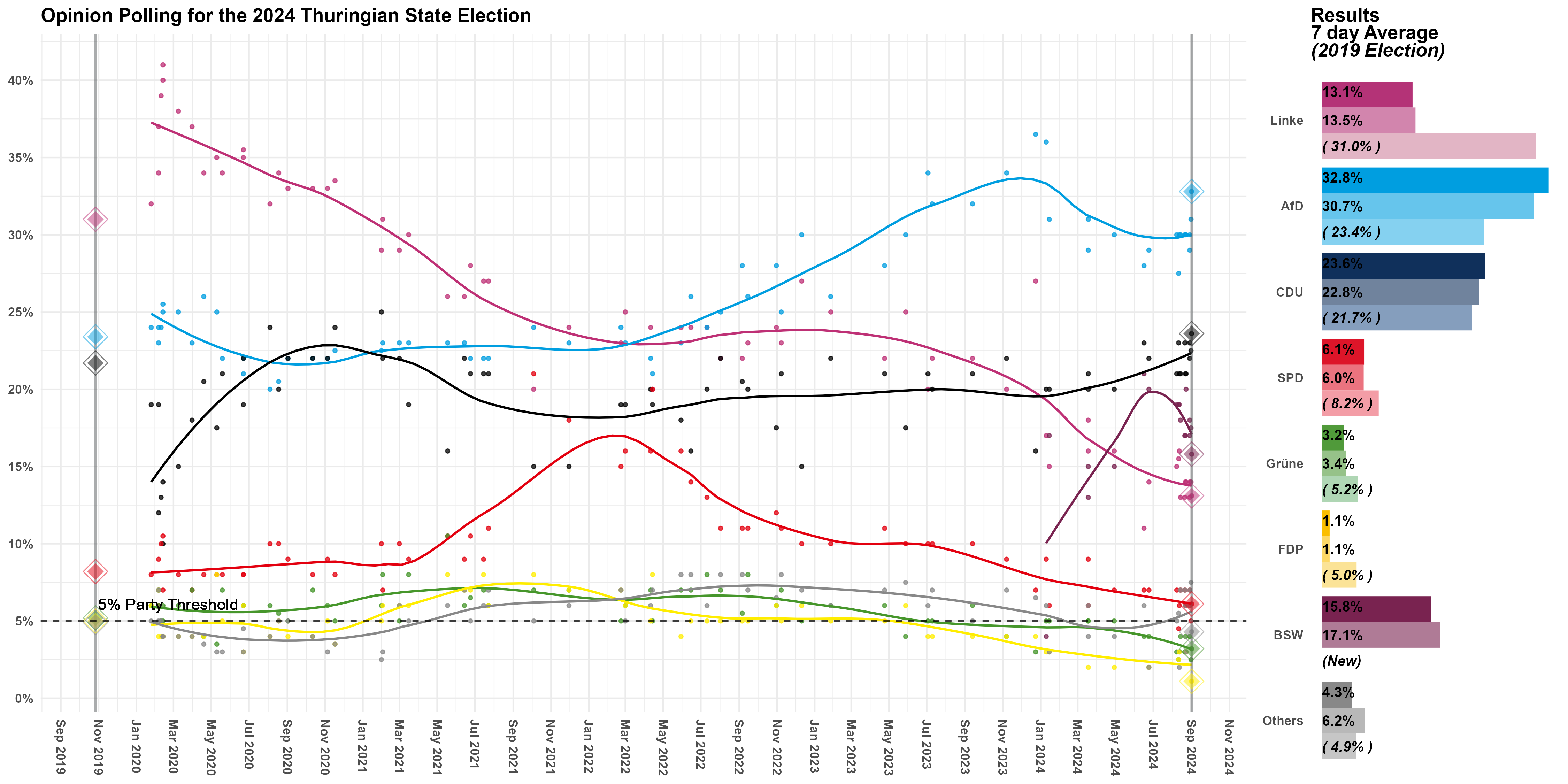
Umfrageverlauf seit der Wahl 2019

## Umfragen

### Sonntagsfrage

#### Letzte Umfragen
| Institut                | Datum      | Linke  | AfD    | CDU    | SPD   | Grüne | FDP   | BSW    | Sonstige |
| ----------------------- | ---------- | ------ | ------ | ------ | ----- | ----- | ----- | ------ | -------- |
| Landtagswahl 2024       | 01.09.2024 | 13,1 % | 32,8 % | 23,6 % | 6,1 % | 3,2 % | 1,1 % | 15,8 % | 4,4 %    |
| Forsa                   | 30.08.2024 | 14 %   | 30 %   | 22 %   | 7 %   | 4 %   | —     | 17 %   | 6 %      |
| Forschungsgruppe Wahlen | 29.08.2024 | 13 %   | 29 %   | 23 %   | 6 %   | 4 %   | —     | 18 %   | 7 %      |
| INSA                    | 24.08.2024 | 14 %   | 30 %   | 21 %   | 6 %   | 3 %   | 3 %   | 20 %   | 3 %      |
| Forschungsgruppe Wahlen | 23.08.2024 | 14 %   | 30 %   | 23 %   | 6 %   | 4 %   | —     | 17 %   | 6 %      |
| Infratest dimap         | 22.08.2024 | 13 %   | 30 %   | 23 %   | 7 %   | 3 %   | —     | 17 %   | 7 %      |
| Forsa                   | 20.08.2024 | 13 %   | 30 %   | 21 %   | 7 %   | 4 %   | —     | 18 %   | 7 %      |
| INSA                    | 13.08.2024 | 16 %   | 30 %   | 21 %   | 6 %   | 3 %   | 3 %   | 19 %   | 2 %      |
| Forschungsgruppe Wahlen | 09.08.2024 | 15 %   | 30 %   | 21 %   | 7 %   | 3 %   | —     | 19 %   | 5 %      |
| Landtagswahl 2019       | 27.10.2019 | 31,0 % | 23,4 % | 21,7 % | 8,2 % | 5,2 % | 5,0 % | —      | 5,4 %    |

#### Ältere Umfragen
| \| Institut \| Datum \| Linke \| AfD \| CDU \| SPD \| Grüne \| FDP \| BSW \| Sonst. \| \| ------------------- \| ---------- \| ------ \| ------ \| ------ \| ------ \| ------ \| ------ \| ---- \| --------------------- \| \| INSA[27] \| 26.06.2024 \| 14 % \| 29 % \| 22 % \| 7 % \| 4 % \| 2 % \| 20 % \| 2 % \| \| Infratest dimap[27] \| 18.06.2024 \| 11 % \| 28 % \| 23 % \| 7 % \| 4 % \| — \| 21 % \| 6 % \| \| INSA[27] \| 01.05.2024 \| 16 % \| 30 % \| 20 % \| 7 % \| 5 % \| 2 % \| 16 % \| 4 % \| \| INSA[27] \| 19.03.2024 \| 18 % \| 31 % \| 21 % \| 6 % \| 5 % \| 2 % \| 13 % \| 4 % (inkl. WU 1 %) \| \| Infratest dimap[27] \| 19.03.2024 \| 16 % \| 29 % \| 20 % \| 9 % \| 5 % \| — \| 15 % \| 6 % \| \| INSA[27] \| 17.01.2024 \| 15 % \| 31 % \| 20 % \| 6 % \| 5 % \| 3 % \| 17 % \| 3 % \| \| Forsa[27] \| 11.01.2024 \| 17 % \| 36 % \| 20 % \| 9 % \| 5 % \| 3 % \| 4 % \| 6 % \| \| INSA[27] \| 09.11.2023 \| 20 % \| 34 % \| 22 % \| 9 % \| 4 % \| 4 % \| — \| 7 % \| \| INSA[27] \| 16.09.2023 \| 22 % \| 32 % \| 21 % \| 10 % \| 6 % \| 4 % \| — \| 5 % \| \| INSA[27] \| 13.07.2023 \| 22 % \| 32 % \| 20 % \| 10 % \| 5 % \| 4 % \| — \| 7 % \| \| Infratest dimap[27] \| 05.07.2023 \| 20 % \| 34 % \| 21 % \| 10 % \| 5 % \| 4 % \| — \| 6 % \| \| INSA[27] \| 26.04.2023 \| 22 % \| 28 % \| 21 % \| 11 % \| 6 % \| 5 % \| — \| 7 % \| \| INSA[27] \| 01.02.2023 \| 25 % \| 26 % \| 22 % \| 10 % \| 6 % \| 5 % \| — \| 6 % (inkl. BfTh 2 %) \| \| INSA[27] \| 10.11.2022 \| 23 % \| 25 % \| 21 % \| 11 % \| 07 % \| 05 % \| — \| 08 % (inkl. BfTh 3 %) \| \| INSA[27] \| 21.09.2022 \| 23 % \| 26 % \| 20 % \| 11 % \| 08 % \| 05 % \| — \| 07 % \| \| Infratest dimap[27] \| 04.08.2022 \| 22 % \| 25 % \| 22 % \| 11 % \| 07 % \| 05 % \| — \| 08 % \| \| INSA[27] \| 13.07.2022 \| 24 % \| 24 % \| 20 % \| 13 % \| 08 % \| 05 % \| — \| 06 % \| \| INSA[27] \| 16.04.2022 \| 24 % \| 22 % \| 20 % \| 16 % \| 07 % \| 05 % \| — \| 06 % \| \| INSA[27] \| 09.03.2022 \| 25 % \| 23 % \| 19 % \| 16 % \| 06 % \| 06 % \| — \| 05 % \| \| Infratest dimap[27] \| 24.02.2022 \| 23 % \| 24 % \| 19 % \| 15 % \| 05 % \| 07 % \| — \| 07 % \| \| INSA[27] \| 02.12.2021 \| 24 % \| 23 % \| 15 % \| 18 % \| 07 % \| 07 % \| — \| 06 % \| \| INSA[27] \| 04.10.2021 \| 20 % \| 24 % \| 15 % \| 21 % \| 07 % \| 08 % \| — \| 05 % \| \| Infratest dimap[27] \| 27.07.2021 \| 27 % \| 22 % \| 21 % \| 11 % \| 06 % \| 06 % \| — \| 07 % \| \| INSA[27] \| 16.07.2021 \| 27 % \| 22 % \| 21 % \| 09 % \| 07 % \| 08 % \| — \| 06 % \| \| INSA[28][27] \| 17.06.2021 \| 26 % \| 23 % \| 22 % \| 09 % \| 06 % \| 07 % \| — \| 07 % \| \| INSA[27] \| 17.03.2021 \| 30 % \| 23 % \| 19 % \| 09 % \| 08 % \| 06 % \| — \| 05 % \| \| Infratest dimap[27] \| 02.03.2021 \| 29 % \| 23 % \| 22 % \| 10 % \| 05 % \| 06 % \| — \| 06 % \| \| INSA[27] \| 03.02.2021 \| 31 % \| 23 % \| 22 % \| 07 % \| 08 % \| 06 % \| — \| 03 % \| \| INSA[27] \| 06.11.2020 \| 33 % \| 22 % \| 22 % \| 09 % \| 06 % \| 05 % \| — \| 03 % \| \| INSA[27] \| 15.10.2020 \| 33 % \| 22 % \| 22 % \| 08 % \| 07 % \| 04 % \| — \| 04 % \| \| INSA[27] \| 04.09.2020 \| 33 % \| 22 % \| 22 % \| 09 % \| 05 % \| 04 % \| — \| 05 % \| \| Infratest dimap[27] \| 06.08.2020 \| 32 % \| 20 % \| 24 % \| 10 % \| 06 % \| 04 % \| — \| 04 % \| \| INSA[27] \| 30.07.2020 \| 35 % \| 21 % \| 22 % \| 09 % \| 06 % \| 04 % \| — \| 03 % \| \| INSA[27] \| 24.06.2020 \| 35 % \| 22 % \| 22 % \| 09 % \| 06 % \| 03 % \| — \| 03 % \| \| INSA[27] \| 21.05.2020 \| 34 % \| 22 % \| 21 % \| 08 % \| 07 % \| 05 % \| — \| 03 % \| \| INSA[27] \| 02.04.2020 \| 37 % \| 23 % \| 18 % \| 07 % \| 07 % \| 04 % \| — \| 04 % \| \| INSA[27] \| 12.03.2020 \| 38 % \| 25 % \| 15 % \| 08 % \| 06 % \| 04 % \| — \| 04 % \| \| INSA[27] \| 14.02.2020 \| 40 % \| 25 % \| 14 % \| 07 % \| 06 % \| 04 % \| — \| 04 % \| \| Infratest dimap[27] \| 10.02.2020 \| 39 % \| 24 % \| 13 % \| 10 % \| 05 % \| 04 % \| — \| 05 % \| \| Forsa[27] \| 07.02.2020 \| 37 % \| 24 % \| 12 % \| 09 % \| 07 % \| 04 % \| — \| 07 % \| \| INSA[27] \| 06.02.2020 \| 34 % \| 23 % \| 19 % \| 06 % \| 06 % \| 07 % \| — \| 05 % \| \| Infratest dimap[27] \| 28.01.2020 \| 32 % \| 24 % \| 19 % \| 08 % \| 06 % \| 06 % \| — \| 05 % \| \| Landtagswahl 2019 \| 27.10.2019 \| 31,0 % \| 23,4 % \| 21,7 % \| 08,2 % \| 05,2 % \| 05,0 % \| — \| 05,4 % \| |            |        |        |        |        |        |        |      |                       |
| Institut | Datum      | Linke  | AfD    | CDU    | SPD    | Grüne  | FDP    | BSW  | Sonst.                |
| INSA | 26.06.2024 | 14 %   | 29 %   | 22 %   | 7 %    | 4 %    | 2 %    | 20 % | 2 %                   |
| Infratest dimap | 18.06.2024 | 11 %   | 28 %   | 23 %   | 7 %    | 4 %    | —      | 21 % | 6 %                   |
| INSA | 01.05.2024 | 16 %   | 30 %   | 20 %   | 7 %    | 5 %    | 2 %    | 16 % | 4 %                   |
| INSA | 19.03.2024 | 18 %   | 31 %   | 21 %   | 6 %    | 5 %    | 2 %    | 13 % | 4 % (inkl. WU 1 %)    |
| Infratest dimap | 19.03.2024 | 16 %   | 29 %   | 20 %   | 9 %    | 5 %    | —      | 15 % | 6 %                   |
| INSA | 17.01.2024 | 15 %   | 31 %   | 20 %   | 6 %    | 5 %    | 3 %    | 17 % | 3 %                   |
| Forsa | 11.01.2024 | 17 %   | 36 %   | 20 %   | 9 %    | 5 %    | 3 %    | 4 %  | 6 %                   |
| INSA | 09.11.2023 | 20 %   | 34 %   | 22 %   | 9 %    | 4 %    | 4 %    | —    | 7 %                   |
| INSA | 16.09.2023 | 22 %   | 32 %   | 21 %   | 10 %   | 6 %    | 4 %    | —    | 5 %                   |
| INSA | 13.07.2023 | 22 %   | 32 %   | 20 %   | 10 %   | 5 %    | 4 %    | —    | 7 %                   |
| Infratest dimap | 05.07.2023 | 20 %   | 34 %   | 21 %   | 10 %   | 5 %    | 4 %    | —    | 6 %                   |
| INSA | 26.04.2023 | 22 %   | 28 %   | 21 %   | 11 %   | 6 %    | 5 %    | —    | 7 %                   |
| INSA | 01.02.2023 | 25 %   | 26 %   | 22 %   | 10 %   | 6 %    | 5 %    | —    | 6 % (inkl. BfTh 2 %)  |
| INSA | 10.11.2022 | 23 %   | 25 %   | 21 %   | 11 %   | 07 %   | 05 %   | —    | 08 % (inkl. BfTh 3 %) |
| INSA | 21.09.2022 | 23 %   | 26 %   | 20 %   | 11 %   | 08 %   | 05 %   | —    | 07 %                  |
| Infratest dimap | 04.08.2022 | 22 %   | 25 %   | 22 %   | 11 %   | 07 %   | 05 %   | —    | 08 %                  |
| INSA | 13.07.2022 | 24 %   | 24 %   | 20 %   | 13 %   | 08 %   | 05 %   | —    | 06 %                  |
| INSA | 16.04.2022 | 24 %   | 22 %   | 20 %   | 16 %   | 07 %   | 05 %   | —    | 06 %                  |
| INSA | 09.03.2022 | 25 %   | 23 %   | 19 %   | 16 %   | 06 %   | 06 %   | —    | 05 %                  |
| Infratest dimap | 24.02.2022 | 23 %   | 24 %   | 19 %   | 15 %   | 05 %   | 07 %   | —    | 07 %                  |
| INSA | 02.12.2021 | 24 %   | 23 %   | 15 %   | 18 %   | 07 %   | 07 %   | —    | 06 %                  |
| INSA | 04.10.2021 | 20 %   | 24 %   | 15 %   | 21 %   | 07 %   | 08 %   | —    | 05 %                  |
| Infratest dimap | 27.07.2021 | 27 %   | 22 %   | 21 %   | 11 %   | 06 %   | 06 %   | —    | 07 %                  |
| INSA | 16.07.2021 | 27 %   | 22 %   | 21 %   | 09 %   | 07 %   | 08 %   | —    | 06 %                  |
| INSA | 17.06.2021 | 26 %   | 23 %   | 22 %   | 09 %   | 06 %   | 07 %   | —    | 07 %                  |
| INSA | 17.03.2021 | 30 %   | 23 %   | 19 %   | 09 %   | 08 %   | 06 %   | —    | 05 %                  |
| Infratest dimap | 02.03.2021 | 29 %   | 23 %   | 22 %   | 10 %   | 05 %   | 06 %   | —    | 06 %                  |
| INSA | 03.02.2021 | 31 %   | 23 %   | 22 %   | 07 %   | 08 %   | 06 %   | —    | 03 %                  |
| INSA | 06.11.2020 | 33 %   | 22 %   | 22 %   | 09 %   | 06 %   | 05 %   | —    | 03 %                  |
| INSA | 15.10.2020 | 33 %   | 22 %   | 22 %   | 08 %   | 07 %   | 04 %   | —    | 04 %                  |
| INSA | 04.09.2020 | 33 %   | 22 %   | 22 %   | 09 %   | 05 %   | 04 %   | —    | 05 %                  |
| Infratest dimap | 06.08.2020 | 32 %   | 20 %   | 24 %   | 10 %   | 06 %   | 04 %   | —    | 04 %                  |
| INSA | 30.07.2020 | 35 %   | 21 %   | 22 %   | 09 %   | 06 %   | 04 %   | —    | 03 %                  |
| INSA | 24.06.2020 | 35 %   | 22 %   | 22 %   | 09 %   | 06 %   | 03 %   | —    | 03 %                  |
| INSA | 21.05.2020 | 34 %   | 22 %   | 21 %   | 08 %   | 07 %   | 05 %   | —    | 03 %                  |
| INSA | 02.04.2020 | 37 %   | 23 %   | 18 %   | 07 %   | 07 %   | 04 %   | —    | 04 %                  |
| INSA | 12.03.2020 | 38 %   | 25 %   | 15 %   | 08 %   | 06 %   | 04 %   | —    | 04 %                  |
| INSA | 14.02.2020 | 40 %   | 25 %   | 14 %   | 07 %   | 06 %   | 04 %   | —    | 04 %                  |
| Infratest dimap | 10.02.2020 | 39 %   | 24 %   | 13 %   | 10 %   | 05 %   | 04 %   | —    | 05 %                  |
| Forsa | 07.02.2020 | 37 %   | 24 %   | 12 %   | 09 %   | 07 %   | 04 %   | —    | 07 %                  |
| INSA | 06.02.2020 | 34 %   | 23 %   | 19 %   | 06 %   | 06 %   | 07 %   | —    | 05 %                  |
| Infratest dimap | 28.01.2020 | 32 %   | 24 %   | 19 %   | 08 %   | 06 %   | 06 %   | —    | 05 %                  |
| Landtagswahl 2019 | 27.10.2019 | 31,0 % | 23,4 % | 21,7 % | 08,2 % | 05,2 % | 05,0 % | —    | 05,4 %                |

### Direktwahl Ministerpräsident
| Institut                | Datum      | Bodo Ramelow (Linke) | Björn Höcke (AfD) | Mario Voigt (CDU) | Andere                                                                               | keiner/ weiß nicht |
| ----------------------- | ---------- | -------------------- | ----------------- | ----------------- | ------------------------------------------------------------------------------------ | ------------------ |
| Forschungsgruppe Wahlen | 01.09.2024 | 37 %                 | 21 %              | 19 %              | 11 % (Katja Wolf, BSW)                                                               | 12 %               |
| Forschungsgruppe Wahlen | 29.08.2024 | 39 %                 | 15 %              | 21 %              | 11 % (Katja Wolf, BSW)                                                               | 14 %               |
| Forsa                   | 20.08.2024 | 42 %                 | 16 %              | 10 %              | 6 % (Katja Wolf, BSW)                                                                | 26 %               |
| Infratest dimap         | 18.06.2024 | 47 %                 | 18 %              | 18 %              | 17 %                                                                                 | 17 %               |
| Infratest dimap         | 19.03.2024 | 44 %                 | 16 %              | 17 %              | 23 %                                                                                 | 23 %               |
| INSA                    | 13.07.2022 | 38 %                 | 11 %              | 4 %               | 3 % (Georg Maier, SPD)                                                               | 44 %               |
| INSA                    | 04.09.2020 | 42 %                 | 9 %               | 7 %               | 10 %                                                                                 | 32 %               |
| INSA                    | 12.03.2020 | 56 %                 | 16 %              | —                 | 28 %                                                                                 | 28 %               |
| Forsa                   | 07.02.2020 | 64 %                 | —                 | —                 | 9 % (Mike Mohring, CDU) 6 % (Thomas Kemmerich, FDP) 3 % (Christoph Kindervater, AfD) | 18 %               |
| Infratest dimap         | 28.01.2020 | 60 %                 | 9 %               | —                 | 19 % (Mike Mohring, CDU)                                                             | 12 %               |
| Duell-Vergleiche        |            |                      |                   |                   |                                                                                      |                    |
| Forschungsgruppe Wahlen | 23.08.2024 | 65 %                 | 20 %              | —                 | 15 %                                                                                 | 15 %               |
| Forschungsgruppe Wahlen | 09.08.2024 | 69 %                 | 18 %              | —                 | 13 %                                                                                 | 13 %               |
|                         |            |                      |                   |                   |                                                                                      |                    |
| Forschungsgruppe Wahlen | 23.08.2024 | 49 %                 | —                 | 27 %              | 24 %                                                                                 | 24 %               |
| Forschungsgruppe Wahlen | 09.08.2024 | 47 %                 | —                 | 30 %              | 23 %                                                                                 | 23 %               |
|                         |            |                      |                   |                   |                                                                                      |                    |
| Infratest dimap         | 01.09.2024 | —                    | 26 %              | 48 %              | 26 %                                                                                 | 26 %               |
| Forschungsgruppe Wahlen | 23.08.2024 | —                    | 19 %              | 61 %              | 20 %                                                                                 | 20 %               |
| Forschungsgruppe Wahlen | 09.08.2024 | —                    | 16 %              | 65 %              | 19 %                                                                                 | 19 %               |

## Wahlkampf

### Fernsehduell im April 2024
Erstmals wurde im Vorfeld der Thüringer Landtagswahlen ein Fernsehduell ausgetragen: Am 11. April 2024 standen sich die Spitzenkandidaten der beiden nach Umfragen aussichtsreichsten Parteien, Björn Höcke für die AfD und Mario Voigt für die CDU, auf dem Sender Welt TV gegenüber. Im Vorfeld wurde das Duell kritisiert. Das Internationale Auschwitz Komitee bemängelte seinen Termin, am Jahrestag der Befreiung des Konzentrationslagers Buchenwald. Politiker von SPD, Grünen und Linken kritisierten, man würde dem Rechtsextremisten Höcke eine Plattform und unnötige Aufmerksamkeit bieten. Die SPD Thüringen rief zum Boykott der Fernsehsendung auf.
Laut ARD-Korrespondentin Sarah Frühauf gelang es Voigt beim Thema Erinnerungskultur, Höcke zu entlarven. Anders bei emotionalen Themen, dort habe er als Populist punkten können. Jasper von Altenbockum kommentierte in der Frankfurter Allgemeinen Zeitung, Höcke habe „sich ganz von allein“ entzaubert als „ein Mann, der im Bierzelt genau weiß, was er sagt, im Studio aber glauben machen will, er habe etwas ganz anderes gemeint.“ Nach dem Duell begrüßten die Politikwissenschaftler Oliver Lembcke und Albrecht von Lucke die – zuvor von anderen Parteien kritisierte – Strategie der CDU, die Konfrontation mit der AfD zu suchen. Voigt habe bewiesen, dass man diese „inhaltlich stellen kann“, so von Lucke. Die Linke hingegen kritisierte das Fernsehduell im Nachgang als „braun-schwarze Freakshow“.
Laut einer repräsentativen Umfrage von Civey sagten 41 %, die das Duell oder Berichte darüber verfolgt hatten, die AfD sei nun für sie „eher mehr“ wählbar, während 40 % sie nun für „eher weniger“ wählbar hielten; knapp ein Fünftel (19 %) war unentschieden. Focus Online bewertete das Umfrageergebnis als bitter für die CDU.

### Farbattacke
Am 29. August 2024 ereignete sich ein Angriff auf einer Kundgebung des BSW in Erfurt, als die Vorsitzende Wagenknecht während einer Rede aus nächster Nähe mit roter Farbe attackiert und getroffen wurde. Der Täter wurde anschließend von Beamten des Bundeskriminalamts überwältigt und festgenommen. Die Motivlage blieb zunächst unklar. Die getroffenen BSW-Politiker auf der Bühne blieben unverletzt.

## Ergebnis

Direktmandate in den Wahlkreisen

Die in Thüringen als gesichert rechtsextrem geltende Alternative für Deutschland gewann die Wahl mit einem Landesstimmenvorsprung von rund neun Prozentpunkten vor der zweitplatzierten CDU deutlich. Konnte sie bei der letzten Wahl erst elf Direktmandate gewinnen, erhielt sie nun in 29 der 44 Wahlkreise eine relative Mehrheit der Wahlkreisstimmen. Weitere drei Mandate wurden über die Landesliste zugeteilt, darunter eines für Spitzenkandidat Höcke. Mit über einem Drittel der Abgeordneten (32 von 88 Sitzen) im Thüringer Landtag hat die AfD bei bestimmten Abstimmungen eine Sperrminorität.
Die CDU Thüringen verzeichnete ebenfalls einen leichten Stimmenzuwachs, wenngleich sie nur noch elf Wahlkreise gewinnen konnte. Die Partei DIE LINKE des amtierenden Ministerpräsidenten errang vier Direktmandate, verlor nach Rekordergebnis bei der letzten Wahl aber mehr als die Hälfte ihrer Stimmen und kam nach Landesstimmen nur noch auf den vierten Rang hinter dem neu gegründeten Bündnis Sahra Wagenknecht, das mit fast 16 Prozentpunkten in den Landtag einzog. Die SPD verlor 2 Prozentpunkte, kam auf 6,1 % und sechs Listenmandate. Dagegen erlitten die ebenfalls bis zur Wahl im Landtag vertretenen Bündnis 90/Die Grünen und Freie Demokratische Partei teils drastische Verluste, erreichten Ergebnisse weit unterhalb der Fünf-Prozent-Hürde, konnten auch keine Direktmandate erringen und verpassten somit den Wiedereinzug.
Die Wahlbeteiligung stieg auf 73,6 % an, dies stellte nach der Landtagswahl 1994 den zweithöchsten Wert seit der Wiedervereinigung dar. Dabei wurden 347.223 Stimmen (28,5 % der Wähler) mittels Briefwahl abgegeben.

### Übersicht
| Partei            | Partei                                                           | Kurzform                                        | Wahlkreisstimmen | Wahlkreisstimmen | Wahlkreisstimmen | Landesstimmen | Landesstimmen | Landesstimmen | Sitze             | Sitze | Sitze  | Sitze |
| Partei            | Partei                                                           | Kurzform                                        | Anzahl           | %                | +/−              | Anzahl        | %             | +/−           | Direkt- man- date | Liste | Gesamt | +/−   |
| ----------------- | ---------------------------------------------------------------- | ----------------------------------------------- | ---------------- | ---------------- | ---------------- | ------------- | ------------- | ------------- | ----------------- | ----- | ------ | ----- |
|                   | Alternative für Deutschland                                      | AfD                                             | 408.000          | 34,3             | +12,3            | 396.711       | 32,8          | +9,4          | 29                | 3     | 32     | +10   |
|                   | Christlich Demokratische Union Deutschlands                      | CDU                                             | 397.897          | 33,5             | +6,3             | 285.097       | 23,6          | +1,9          | 11                | 12    | 23     | +2    |
|                   | Bündnis Sahra Wagenknecht                                        | BSW                                             | 28.481           | 2,4              | Neu              | 190.664       | 15,8          | Neu           | —                 | 15    | 15     | Neu   |
|                   | DIE LINKE                                                        | DIE LINKE                                       | 180.266          | 15,2             | –10,6            | 157.689       | 13,1          | –17,9         | 4                 | 8     | 12     | –17   |
|                   | Sozialdemokratische Partei Deutschlands                          | SPD                                             | 92.511           | 7,8              | –3,0             | 73.126        | 6,1           | –2,1          | —                 | 6     | 6      | –2    |
|                   | Bündnis 90/Die Grünen                                            | GRÜNE                                           | 19.094           | 1,6              | –4,9             | 38.275        | 3,2           | –2,0          |                   |       |        | –5    |
|                   | FREIE WÄHLER                                                     | FREIE WÄHLER                                    | 33.406           | 2,8              | Neu              | 15.385        | 1,3           | Neu           |                   |       |        |       |
|                   | Freie Demokratische Partei                                       | FDP                                             | 18.705           | 1,6              | –3,8             | 13.591        | 1,1           | –3,9          |                   |       |        | –5    |
|                   | Aktion Partei für Tierschutz                                     | TIERSCHUTZ hier!                                |                  |                  |                  | 12.112        | 1,0           | –0,1          |                   |       |        |       |
|                   | WerteUnion                                                       | WU                                              | 4.192            | 0,4              | Neu              | 6.778         | 0,6           | Neu           |                   |       |        |       |
|                   | Familien-Partei Deutschlands                                     | FAMILIE                                         |                  |                  |                  | 5.709         | 0,5           | Neu           |                   |       |        |       |
|                   | BÜNDNIS DEUTSCHLAND                                              | BD                                              |                  |                  |                  | 5.309         | 0,4           | Neu           |                   |       |        |       |
|                   | Piratenpartei Deutschland                                        | PIRATEN                                         | 449              | 0,0              | ±0,0             | 3.721         | 0,3           | –0,1          |                   |       |        |       |
|                   | Ökologisch-Demokratische Partei / Familie, Gerechtigkeit, Umwelt | ÖDP / Familie ..                                | 2.196            | 0,2              | +0,1             | 2.389         | 0,2           | –0,2          |                   |       |        |       |
|                   | Marxistisch-Leninistische Partei Deutschlands                    | MLPD                                            | 616              | 0,1              | –0,1             | 1.327         | 0,1           | –0,2          |                   |       |        |       |
|                   | Parteilose / Wahlkreisbewerber ohne Landesliste                  | Parteilose / Wahlkreisbewerber ohne Landesliste | 2.696            | 0,2              | –1,7             |               |               |               |                   |       |        |       |
| Gesamt            | Gesamt                                                           | Gesamt                                          | 1.188.509        | 100,0            | —                | 1.207.883     | 100,0         | —             | 44                | 44    | 88     | –2    |
|                   |                                                                  |                                                 |                  |                  |                  |               |               |               |                   |       |        |       |
| Gültige Stimmen   | Gültige Stimmen                                                  | Gültige Stimmen                                 | 1.188.509        | 97,6             |                  | 1.207.883     | 99,2          |               |                   |       |        |       |
| Ungültige Stimmen | Ungültige Stimmen                                                | Ungültige Stimmen                               | 29.580           | 2,4              |                  | 10.206        | 0,8           |               |                   |       |        |       |
| Wahlbeteiligung   | Wahlbeteiligung                                                  | Wahlbeteiligung                                 | 1.218.089        | 73,6             |                  | 1.218.089     | 73,6          |               |                   |       |        |       |
| Wahlberechtigte   | Wahlberechtigte                                                  | Wahlberechtigte                                 | 1.655.670        | 1.655.670        | 1.655.670        | 1.655.670     | 1.655.670     | 1.655.670     |                   |       |        |       |

### Landesstimmenanteil der Parteien nach Wahlkreisen
Die folgenden Karten zeigen, mit welchem Ergebnis die Parteien mit mindestens drei Prozent Stimmenanteil in den einzelnen Wahlkreisen abgeschnitten haben.

Alternative für Deutschland Höchstes: 41,3 % (Altenburger Land I) Niedrigstes: 14,3 % (Jena I)
Christlich Demokratische Union Höchstes: 39,3 % (Eichsfeld I) Niedrigstes: 18,9 % (Jena I)
Bündnis Sahra Wagenknecht Höchstes: 19,8 % (Suhl/Schmalkalden-Meiningen IV) Niedrigstes: 10,6 % (Eichsfeld I)
DIE LINKE Höchstes: 22,3 % (Jena I) Niedrigstes: 9,2 % (Altenburger Land I)
Sozialdemokratische Partei Deutschlands Höchstes: 12,6 % (Gotha II) Niedrigstes: 3,0 % (Saale-Orla-Kreis I)
Bündnis 90/Die Grünen Höchstes: 15,2 % (Jena I) Niedrigstes: 0,9 % (Hildburghausen II/Sonneberg II)

## Regierungsbildung
| Koalitionsoptionen               | Sitze |
| -------------------------------- | ----- |
| Sitze gesamt                     | 88    |
| absolute Mehrheit (ab 45 Sitzen) |       |
| AfD, CDU                         | 55    |
| CDU, BSW, Linke                  | 50    |
| AfD, BSW                         | 47    |
| keine Mehrheit (bis 44 Sitze)    |       |
| CDU, BSW, SPD                    | 44    |

Eine Fortsetzung der bisherigen rot-rot-grünen Koalition als Minderheitsregierung wurde durch das Scheitern der Grünen an der Fünf-Prozent-Hürde unmöglich. Eine rechnerische Mehrheit im Landtag hätten Bündnisse der CDU mit BSW und Linken bzw. der AfD, sowie AfD mit BSW. Jedoch hatte die CDU vor der Wahl Koalitionen mit AfD und Linkspartei ausgeschlossen – das ist auch Beschlusslage der Bundespartei. 
Ende September starteten CDU, BSW und SPD gemeinsame Sondierungsgespräche für eine sogenannte Brombeerkoalition, die allerdings über keine eigene Mehrheit im Landtag verfügt. Da das Parteienbündnis auf Stimmen aus der Opposition angewiesen ist, um Mehrheiten für eigene Vorhaben zu bilden, einigten sich die Beteiligten mit der Linksfraktion auf ein monatliches Gesprächsformat unter den parlamentarischen Geschäftsführern der vier Parteien und eine Einbindung der Linken bei zentralen Reformvorhaben. Bei der Wahl zum Ministerpräsidenten am 12. Dezember 2024 erhielt Mario Voigt (CDU) auch Unterstützung aus der Opposition und wurde mit 51 Stimmen im ersten Wahlgang gewählt. Er bildete das Kabinett Voigt.